# Праздник скоморох
«Праздник скоморох» – перший концертний відео-альбом російського панк-рок-гурту «Король и Шут». Записаний 5 липня 1997 на концерті в клубі Полигон, в Санкт-Петербурзі. Був випущений у вересні того ж року на VHS, у 2006 році перевиданий на DVD.

## Список композицій
| №   | Назва                     |
| --- | ------------------------- |
| 1.  | «Внезапная голова»        |
| 2.  | «Ели мясо мужики»         |
| 3.  | «Холодное тело»           |
| 4.  | «Бродяга и Старик»        |
| 5.  | «Дурак и молния»          |
| 6.  | «Шар голубой»             |
| 7.  | «Рыбак»                   |
| 8.  | «Помоги мне!»             |
| 9.  | «Сосиска»                 |
| 10. | «Инструмент»              |
| 11. | «Мария»                   |
| 12. | «От женщин кругом голова» |
| 13. | «Леший обиделся»          |
| 14. | «Два вора и монета»       |
| 15. | «Смерть Халдея»           |
| 16. | «Голые коки»              |
| 17. | «Лесные разбойники»       |
| 18. | «Yellow submarine»        |
| 19. | «Проказник скоморох»      |
| 20. | «Сапоги мертвеца»         |
| 21. | «Камнем по голове»        |

Між піснями присутні фрагменти інтерв'ю з гуртом

## Учасники запису

### Музиканти
- Михайло Горшеньов — вокал
- Андрій Князєв — вокал
- Яків Цвіркунов — гітара, бек-вокал
- Олександр Балунов — бас-гітара, бек-вокал
- Олександр Щиголєв — ударні

### Технічний персонал
- Звук на концерті: Павло Клинов
- Оператори: Михайло Зєльдін, Георгій Єгорів, Сергій Славнитський
- Монтаж: Віктор Подкопаєв, Ігор Гудков, Влад Піскунов
- Режисер — Влад Піскунов.

## Відгуки
Михайло Горшеньов в інтерв'ю, даному після виступу, сказав, що на концерті було мало людей, але гурт зіграв добре. При цьому він зауважив, що раніше вважав, чим менше людей, тим гірший концерт, але після цього виступу змінив свою думку.
Ігорю «Панкеру» Гудкову, на той момент виконавчому продюсеру гурту, цей концерт сподобався:
На мій погляд, ця зйомка вдалася і її можна навіть назвати історичною. Саме як зйомка групи, яка на підйомі, але яку ще ніхто не знає. І було дуже дивно, що гурт, дійсно, мало хто знав і не дуже його любили.
— «Самая правдивая история о самой невероятной группе»